# ریشونیم
ریشونیم (عبری: ראשונים‎) (انگلیسی: Rishonim) به معنی " متقدمین "، به دوره ای از خاخام‌های یهودی تلمودی گفته می‌شود که از قرن ۱۱ تا ۱۵ میلادی می‌زیسته‌اند. دوره ریشونیم پس از دوره گائونیم و قبل از دوره آخارونیم (قبل از نوشته شدن شولحان عاروخ) بوده‌است.

## دوره ریشونیم
در سنت یهودیان تلمودی و معتقد به شریعت شفاهی، دانشمندان بزرگی نقش داشته‌اند که در طول زمان دوره‌هایی را تشکیل داده‌اند. نشانه پایان هر دوره، کتابی است که مورد مقبولیت عمومی قرار گرفته و پس از آن کتاب، دوره بعدی شروع شده‌است.
بهمین ترتیب، کتاب شولحان عاروخ، نقطه پایان دوره ریشونیم (متقدمین) و آغاز دوره آخارونیم (متاخرین) محسوب می‌شود.

## برخی از خاخام‌های ریشونیم
- اسحاق ابرونئیل
- ابراهیم بن دائود
- ابراهیم بن عزرا
- داود قیمحی
- حسدای کرسکاس
- ابن گرشوم
- اسحاق الفاسی
- یوسف آلبو
- موسی بن میمون
- موشه بن نحمان
- راشی
- ابن طیبون
- یهودا هلوی
- اسحاق کور
- یوسف کاسپی